# Morolo
Morolo ist eine italienische Gemeinde in der Provinz Frosinone in der Region Latium mit 3164 Einwohnern (Stand 31. Dezember 2023). Sie befindet sich 76 km südöstlich von Rom und 19 km westlich von Frosinone.

## Geographie
Morolo liegt auf einer Anhöhe über dem Saccotal und wird von den steil aufragenden Monti Lepini überragt. Es ist Mitglied der Comunità Montana Monti Lepini, Ausoni e Valliva.
Die Nachbarorte sind Ferentino, Gorga (RM), Sgurgola und Supino.

### Verkehr
Morolo liegt 9 km von der Autobahn A1 Autostrada del Sole, Ausfahrten Anagni oder Frosinone, entfernt.
Mit dem Bahnhof Morolo, 7 km vom Ortszentrum entfernt, ist der Ort an die Bahnstrecke Rom – Neapel angebunden.

## Geschichte
In der Antike gab es im Gemeindegebiet von Morolo zahlreiche Villae Rusticae. Die Theorie, dass die römische Stadt Ecetra eine Vorgängersiedlung von Morolo gewesen sei, wird allerdings heute mehrheitlich abgelehnt.
Erstmals erwähnt wurde das Oppidum Murolum 1088, als es Urban II. dem Bischof von Anagni unterstellte, der es wiederum den Colonna als Lehen übergab. 1216 zerstörte Giovanni Graf von Ceccano die Burg Morolo und tötete 424 Dorfbewohner. 1303 nahm Tommaso da Morolo am Attentat von Anagni gegen Papst Bonifatius VIII. teil.
Zwischen 1385 und 1423 gelang es den Colonna, das Territorium von Morolo wieder unter ihre Kontrolle zu bringen. Sie herrschten über den Ort bis 1809, als dieser Teil des Römischen Königreichs unter Napoleon wurde, und danach nur kurz 1814–1816, bis Papst Pius VII. die Feudalrechte aufhob. 1870 wurde Morolo Teil des Königreich Italien. 1927 kam es von der Provinz Rom zur neu gegründeten Provinz Frosinone.

## Bevölkerungsentwicklung
| Jahr      | 1881 | 1901 | 1921 | 1936 | 1951 | 1971 | 1991 | 2001 |
| --------- | ---- | ---- | ---- | ---- | ---- | ---- | ---- | ---- |
| Einwohner | 2670 | 3463 | 4189 | 3706 | 3453 | 2680 | 2994 | 3090 |

Quelle: ISTAT

## Politik
Massimo Silvestri (Bürgerliste) wurde im Juni 2004 zum Bürgermeister gewählt. Am 27. Mai 2014 übernahm nach der damaligen Neuwahl Anna Maria Girolami das Amt der Bürgermeisterin.